# Zmarli w roku 1918
Lista osób zmarłych w 1918:

## styczeń 1918
- 6 stycznia – Georg Cantor, matematyk[1]
- 8 stycznia – Heinrich Buz, niemiecki inżynier i konstruktor, twórca potęgi zakładów MAN w Augsburgu[2]
- 10 stycznia – María Dolores Rodríguez Sopeña Ortega, hiszpańska błogosławiona katolicka[3]
- 26 stycznia – Ludwig Edinger, niemiecki anatom i neurolog, współzałożyciel Uniwersytetu we Frankfurcie nad Menem[4]

## luty 1918
- 6 lutego – Gustav Klimt, austriacki malarz[5]
- 10 lutego – Ernesto Teodoro Moneta, włoski polityk i publicysta, laureat pokojowej Nagrody Nobla[6]
- 21 lutego – Juliusz Leo, prezydent miasta Krakowa[7]
- 23 lutego – Noman Çelebicihan, krymskotatarski polityk[8]
- 27 lutego – Wasilij Safonow, rosyjski pianista, dyrygent i pedagog[9]

## marzec 1918
- 9 marca – Frank Wedekind, niemiecki pisarz i aktor[10]
- 13 marca – Cezar Cui, rosyjski kompozytor[11]
- 24 marca – Władysław Ślewiński, polski malarz[12]
- 25 marca – Claude Debussy, francuski kompozytor[13]

## kwiecień 1918
- 5 kwietnia – Jerzy Tupou II, król Tonga[14]
- 8 kwietnia – Lucjan Rydel, polski poeta i dramatopisarz[15]
- 13 kwietnia – Ławr Korniłow, przywódca białogwardzistów[16]
- 20 kwietnia – Karl Ferdinand Braun, niemiecki fizyk, laureat Nagrody Nobla[17]
- 21 kwietnia – Manfred von Richthofen, as lotnictwa niemieckiego z okresu I wojny światowej[18]
- 23 kwietnia – Marian Lutosławski, polski inżynier i wynalazca, pionier zastosowania żelbetonu w budownictwie oraz budowniczy pierwszej na świecie elektrowni napędzanej silnikiem Diesla[19]
- 28 kwietnia – Gavrilo Princip, serbski zamachowiec, który dokonał udanego zamachu na austriackiego następcę tronu arcyksięcia Franciszka Ferdynanda i jego małżonkę Zofię von Chotek[20]

## maj 1918
- 14 maja – James Gordon Bennett Jr., amerykański dziennikarz i wydawca prasowy, entuzjasta sportu[21]
- 17 maja – Bronisław Piłsudski, polski zesłaniec, etnograf, zajmujący się ludami i kulturami Dalekiego Wschodu[22]
- 18 maja – Blandyna Merten, niemiecka urszulanka, błogosławiona katolicka[23]
- 30 maja – Gieorgij Plechanow, rosyjski rewolucjonista i marksista[24]

## czerwiec 1918
- 10 czerwca – Arrigo Boito, włoski kompozytor, librecista, poeta i pisarz, syn hr. J. Radolińskiej[25]
- 12 czerwca
  - Bolesław Leszczyński, polski aktor teatralny[26]
  - Anna Tomaszewicz-Dobrska, polska lekarka chorób kobiecych i pediatra[27]
- 21 czerwca – Edward Abramowski, polski filozof, socjolog i psycholog[28]

## lipiec 1918
- 3 lipca – Mehmed V, sułtan Imperium osmańskiego[29]
- 17 lipca – rodzina carska: Mikołaj II Romanow, Aleksandra Romanowa, Olga Romanowa, Tatiana Romanowa, Maria Romanowa, Anastazja Romanowa, Aleksy Romanow[30]
- 31 lipca:
  - Frank Linke-Crawford, austriacki pilot, as lotnictwa austro-węgierskiego[31]
  - Wanda Ossoria-Dobiecka, polska śpiewaczka[32]

## sierpień 1918
- 2 sierpnia – Gyula Dőri, węgierski taternik[33]
- 9 sierpnia – Marianna Cope, założycielka Zgromadzenia Sióstr Niepokalanego Poczęcia Misjonarek Nauczania, opiekunka trędowatych[34]

## wrzesień 1918
- 12 września – George Reid, australijski prawnik i polityk, premier Australii[35]
- 28 września – Georg Simmel, niemiecki socjolog i filozof[36]

## październik 1918
- 2 października – John Barnett, australijski rugbysta, medalista olimpijski[37]
- 5 października – Roland Garros, francuski lotnik[38]
- 7 października – Giuseppe Toniolo, włoski ekonomista, błogosławiony katolicki[39]
- 8 października – Michaił Aleksiejew, rosyjski generał, dowódca antybolszewickiej Armii Ochotniczej; zabity przez bolszewików[40]
- 9 października – Raymond Duchamp-Villon, francuski rzeźbiarz, przedstawiciel kubizmu[41]
- 10 października – Maria Katarzyna Irigoyen Echegaray, hiszpańska zakonnica, błogosławiona katolicka[42]
- 15 października – Shirdi Sai Baba, indyjski guru i fakir[43]
- 18 października:
  - Daudi Okelo, ugandyjski męczennik, błogosławiony katolicki[44]
  - Jildo Irwa, ugandyjski męczennik, błogosławiony katolicki[44]
- 31 października – Egon Schiele, austriacki malarz i grafik[45]

## listopad 1918
- 3 listopada – Aleksandr Lapunow, rosyjski matematyk[46]
- 9 listopada – Guillaume Apollinaire (właśc. Wilhelm Apolinaris Kostrowicki), francuski poeta[47]
- 11 listopada – Stanisław Nehrebecki, żołnierz Legionów Polskich, obrońca Lwowa, kawaler Virtuti Militari[48]

## grudzień 1918
- 11 grudnia – Ivan Cankar, słoweński pisarz[49]
- 19 grudnia – Gustaw Josephy, niemiecki fabrykant i przedsiębiorca[50]